# Mîhailîn, Kozeatîn
Mîhailîn (în ucraineană Михайлин) este localitatea de reședință a comunei Mîhailîn din raionul Kozeatîn, regiunea Vinnița, Ucraina.

## Demografie
Componența lingvistică a localității Mîhailîn
     Ucraineană (97,66%)
     Rusă (1,88%)
     Alte limbi (0,16%)
Conform recensământului din 2001, majoritatea populației localității Mîhailîn era vorbitoare de ucraineană (97,66%), existând în minoritate și vorbitori de rusă (1,88%).